# Gian Giacomo Veneroso
Gian Giacomo Veneroso (ur. 1701, zm. 1758) – genueński polityk. 
Od 23 czerwca 1754 do 16 maja 1756 roku Gian Giacomo Veneroso był dożą Republiki Genui.
Dożowie z rodu Veneroso Gerolamo Veneroso (doża od roku 1726) i Gian Giacomo Veneroso mieszkali w Palazzo Agostino Calvi Saluzzo (adres: via di Canneto il Lungo, 21).